# Apamea rofana
Apamea rofana là một loài bướm đêm trong họ Noctuidae.